# Vehementer Nos
La Vehementer Nos è un'enciclica di papa Pio X, datata 11 febbraio 1906 e dedicata alla situazione religiosa in Francia.
Il pontefice protesta contro la legge di separazione francese dell'anno precedente (1905) e in genere contro la legislazione antireligiosa in Francia, ed esorta i cattolici francesi a opporsi con mezzi legali per difendere la tradizione cattolica del Paese. Egli condanna in particolare la denuncia unilaterale da parte dello Stato francese del concordato del 1801, fin allora in vigore, e la confisca pressoché totale delle proprietà ecclesiastiche (comprese basiliche e cattedrali). Nell'enciclica è altresì condannata la separazione tra Stato e Chiesa così com'era intesa dal governo francese, cioè come riduzione della Chiesa a semplice associazione di culto.
Il papa ritornerà sugli stessi argomenti nella Gravissimo officii munere.